# 烏帕河畔斯沃博達
烏帕河畔斯沃博達是捷克的城鎮，位於該國北部烏帕河畔，由赫拉德茨-克拉洛韋州負責管轄，面積7.75平方公里，海拔高度516米，2006年人口2,171。

## 外部連結
- Municipal website （页面存档备份，存于）